# Cattleya cernua
La Cattleya cernua es una especie de orquídea litofita que pertenece al género de las Cattleya.  

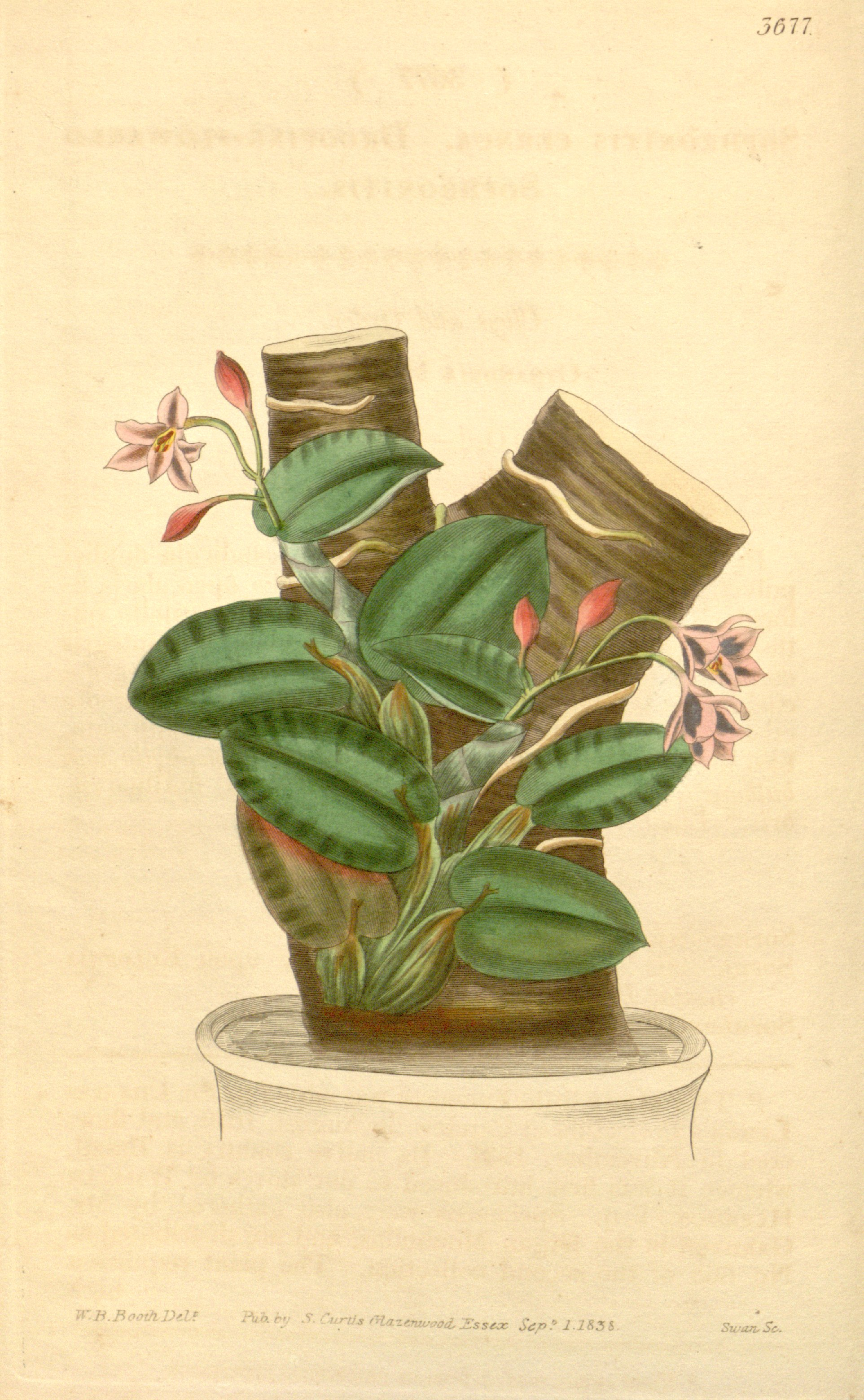
Ilustración

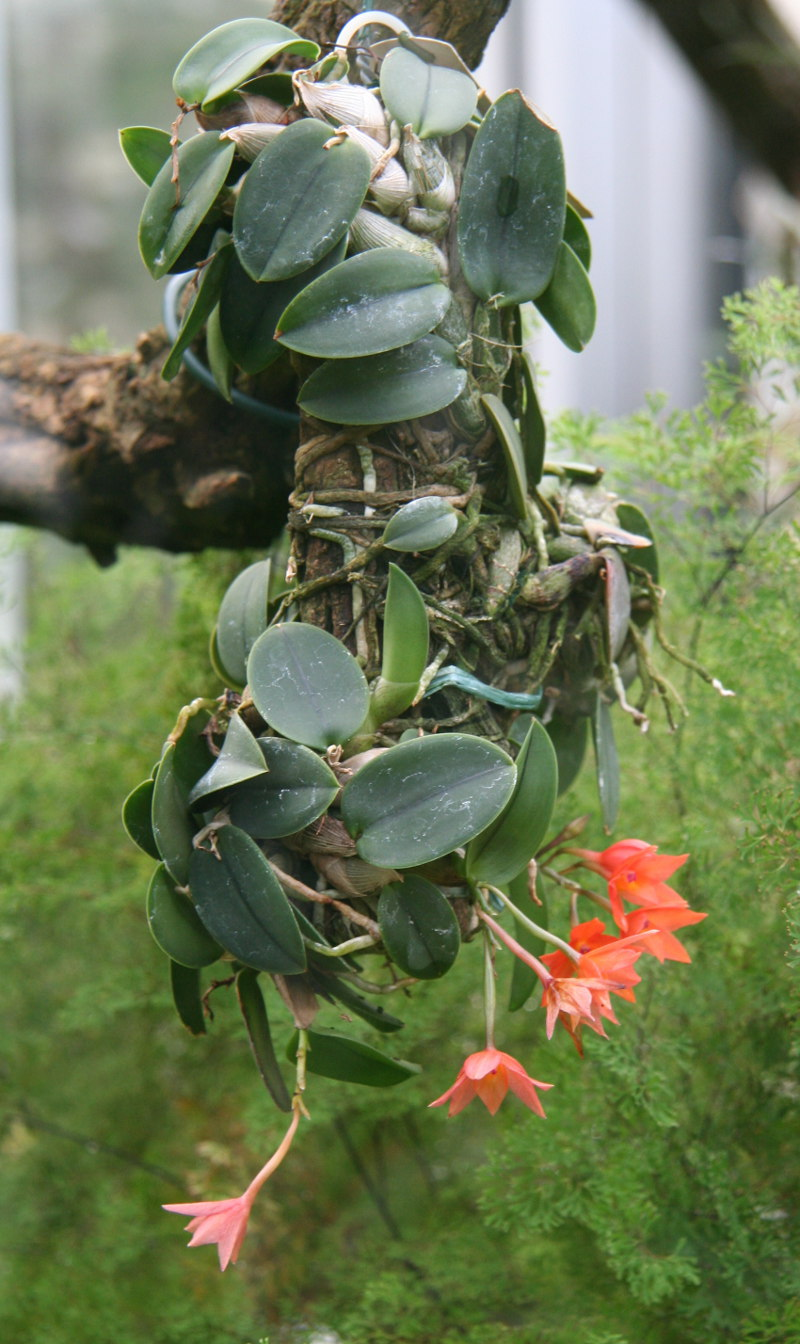
Vista de la planta

## Descripción
Es una orquídea de tamaño pequeño de hábitos crecientes de epifita y ocasionalmente litofita con pseudobulbos agrupados densamente, subcilíndricos u ovoides con 2 o 3 nudos basales y llevando una sola hoja, apical, coriácea, ampliamente ovada o elíptico-ovada, obtusa o  apiculada. Florece en una inflorescencia terminal, erecta, de 2 a 5 cm de largo, con 4 a 10 flores que aparecen en la primavera.

## Cultivo
Para su cultivo montar esta especie en corcho y calentar la temperatura del aire, dar luz brillante, alta humedad y agua durante todo el año, con algo menos en un tiempo más fresco.

## Distribución
Es una especie nativa del sureste de Brasil que se pueden encontrar tierra adentro hasta Bolivia, Paraguay y el nordeste de Argentina . Esta especie se encuentra en el nivel del mar en Espíritu Santo sur hasta el estado de Sao Paulo en las laderas rocosas o árboles, a menudo, tan cerca del mar que un espray ligero salino puede llegar a ellos. Se pueden encontrar en los manglares costeros y luego como uno se adentra en la llanura litoral al pie de las colinas costera se encuentra muy por encima de las copas de los árboles de las tierras bajas con pleno sol y una brisa constante para mantenerlos secos a pesar de que están en condiciones de la selva tropical.

## Taxonomía
Cattleya cernua fue descrita por Johann Georg Beer    y publicado en Praktisch Studien an der Familie der Orchideen 209. 1854.
Etimología
Cattleya: nombre genérico otorgado en honor de William Cattley orquideólogo aficionado inglés,
cernua: epíteto latíno que significa "inclinada hacia delante".
Sinonimia
- Cattleya cernua Beer
- Cattleya pterocarpa Beer
- Epidendrum humile Vell.
- Sophronia cernua Lindl.
- Sophronia modesta Lindl.
- Sophronia pterocarpa (Lindl. & Paxton) Kuntze
- Sophronitis cernua (Lindl.) Lindl.
- Sophronitis cernua var. alagoensis Gomes Ferreira
- Sophronitis cernua var. albiflora Cogn.
- Sophronitis cernua var. endsfeldzii Pabst
- Sophronitis hoffmannseggii Rchb. ex Hoffmanns.
- Sophronitis isopetala Hoffmanns.
- Sophronitis modesta Lindl.
- Sophronitis nutans Hoffmanns.
- Sophronitis pterocarpa Lindl. & Paxton[1][5][6]